# (12916) Étéonée
(12916) Étéonée, désignation internationale (12916) Eteoneus, est un astéroïde troyen jovien.

## Description
(12916) Étéonée est un astéroïde troyen jovien, camp grec, c'est-à-dire situé au point de Lagrange L4 du système Soleil-Jupiter. Il présente une orbite caractérisée par un demi-grand axe de 5,168 UA, une excentricité de 0,017 et une inclinaison de 26,4° par rapport à l'écliptique.
Il est nommé en référence au personnage de la mythologie grecque Étéonée, acteur du conflit légendaire de la guerre de Troie.

## Compléments